# Asciodema obsoleta

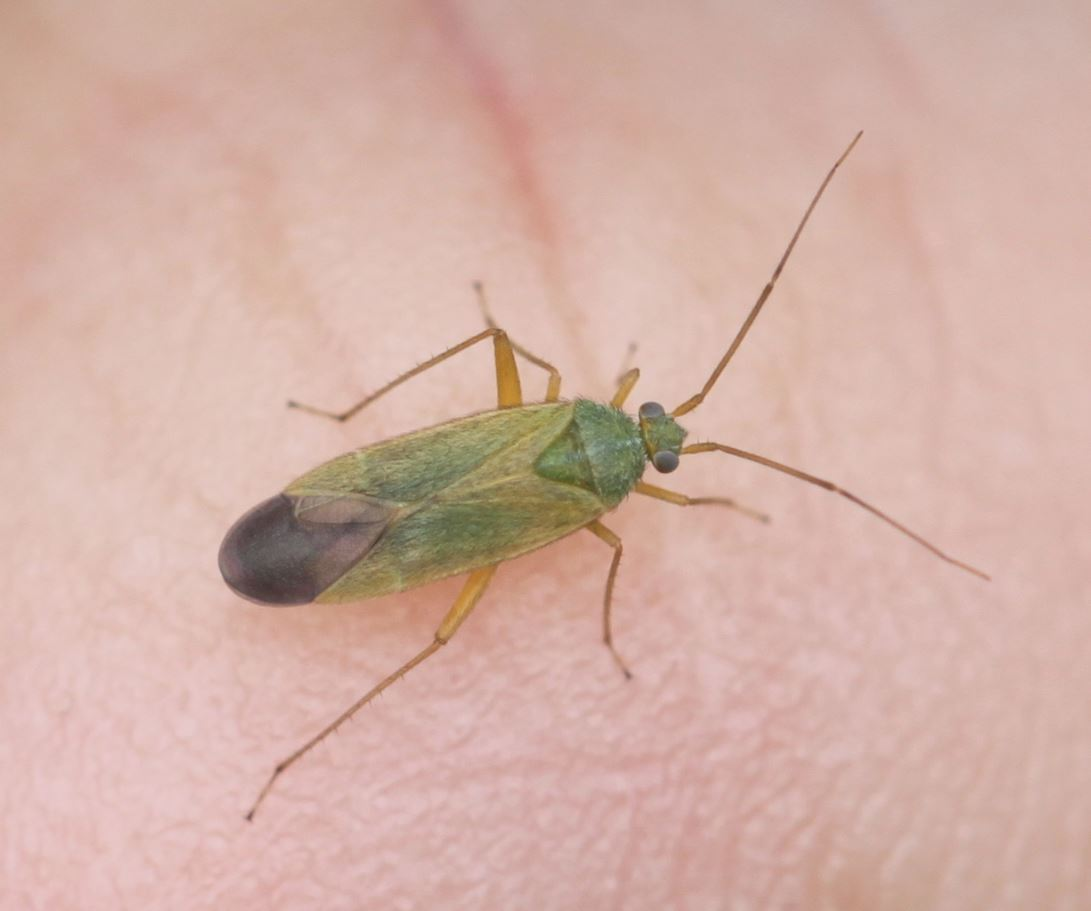

Asciodema obsoleta ist eine Wanzenart aus der Familie der Weichwanzen (Miridae).

## Merkmale
Die Wanzen werden 3,6 bis 5,0 Millimeter lang. Sie haben eine sehr blasse grünliche Grundfarbe und sind auf der Oberseite dicht weiß behaart, wobei vereinzelt auch dunkle Haare vorhanden sind. Die Sporne der Schienen (Tibien) sind dunkel und entspringen nicht aus dunklen Punkten. Die Schenkel (Femora) sind ungepunktet, die Fühler sind blass. Man kann die Art mit Megalocoleus molliculus verwechseln, die eine blass blau-grüne Grundfarbe mit grauen Flecken und feinen braunen Härchen besitzt.

## Vorkommen und Lebensraum
Die Art ist vom Süden Skandinaviens über West- und Mitteleuropa bis in das westliche Afrika und im Südosten bis zum Balkan verbreitet. Sie wurde durch den Menschen in Kanada eingeschleppt. In Deutschland ist die Art im Nordwesten selten und kommt dort bis zur Elbe vor, im Südwesten (Rheinland-Pfalz) ist sie lokal häufig. In Österreich gibt es bisher keine Nachweise.

## Lebensweise
Die Wanzen leben in Deutschland an Besenginster (Cytisus scoparius), in Westeuropa auch an Stechginster (Ulex europaeus). Sie ernähren sich vermutlich zoophytophag, also sowohl räuberisch, als auch von Pflanzensaft. Die adulten Tiere kann man von Mitte Juni bis August beobachten, in Norddeutschland gelegentlich auch bis Anfang September. Ab Mitte Juli sind häufig nur mehr Weibchen zu finden.

## Belege